# Worthington Hooker
Pour les articles homonymes, voir Hooker.
Worthington Hooker (né le 3 mars 1806 à Springfield, Massachusetts, mort le 6 novembre 1867 à New Haven, Connecticut)  est un médecin américain, considéré comme un des premiers défenseurs de la médecine scientifique aux États-Unis, et un précurseur de la bioéthique. 

## Biographie
C'est un descendant de Thomas Hooker (1586-1641), chef religieux puritain des fondateurs de la colonie du Connecticut. 
Il est diplômé de l'Université de Yale en 1825 et de l'Université de Harvard avec un diplôme en médecine en 1829. Il pratique la médecine dans le Connecticut jusqu'en 1852. Par la suite, il a été professeur de théorie et de pratique médicale à Yale .  
Il est vice-président de l'American Medical Association en 1864, et fervent défenseur de son code éthique. Hooker pense que l'AMA est la seule force aux États-Unis qui puisse défendre la médecine scientifique contre l'homéopathie et autres médecines illusoires,. 
Très connu en son temps aux États-Unis, Hooker a laissé le souvenir, dans la deuxième moitié du XXe siècle, d'un pionnier de l'éducation scientifique populaire, et d'un auteur de livres scientifiques pour enfants. Depuis les années 1990, il est considéré comme un précurseur, anticipant l'apparition du mouvement bioéthique des années 1970. 
La Worthington Hooker School à New Haven, Connecticut porte son nom. 

## Travaux
Hooker est contrarié par le succès populaire et politique de l'homéopathie, de l'hydrothérapie, du Thomsonisme, et autres médecines alternatives, il cherche à développer une médecine « thérapeutique rationnelle » qui sache distinguer les moyens scientifiques des non-scientifiques. 
Hooker est crédité d'avoir introduit en Amérique la locution latine primun non nocere (d'abord ne pas nuire), mais sa contribution majeure à l'éthique médicale est d'articuler la médecine scientifique avec une relation médecin-patient basée sur le professionnalisme, l'honnêteté et l'empathie. Cette conception est exposée dans son ouvrage Physician and Patient (1849), la seule monographie américaine d'éthique médicale du XIXe siècle. Il développe ses idées dans une série de livres et de conférences, jusqu'en 1857,. 
La relation médecin-patient basée sur la sympathie ou l'empathie doit se confronter au problème de la révélation d'un pronostic défavorable ou de mort. Hooker cherche à réconcilier l'honnêteté et la prudence empathique : le médecin peut s'abstenir de dire son opinion personnelle, mais il doit communiquer avec le patient sans jamais mentir, par exemple « j'espère que le traitement fera ceci ou cela (effets habituellement attendus), mais je ne peux pas l'affirmer ».   
Hooker se démarque de la tradition médicale de l'Europe continentale de la même époque, qui était le plus souvent de cacher la vérité au patient, voire à sa famille, en donnant de faux espoirs. Il combine ici le puritanisme anglo-saxon du XVIIIe siècle avec la philosophie morale de l'écossais John Gregory (1724-1773).  

## Publications
Ses principales publications sont : 
- Dissertation on the respect due to the medical profession, and the reason why it is not awarded by the community (1844), Norwich & Cooley.

- Physician and Patient, or, A pratical view of the mutual duties, relations and interests of the medical profession and the community (1849), New York, Baker and Scribner ; réédité en 1972 par Arno Press & The New York Times.
- Lessons from the history of medical delusions (1850), New York, Baker and Scribner.
- Homoeopathy : an examination of its doctrines and evidences (1852), New-York, Scribner.
- Human physiology designed for colleges and the higher classes in schools, and for general reading (1854), New York, Farmer & Brace ; reédité en 1862, New York, Sheldon.
- Rational Therapeutics, or, the comparative value of different curative means, and the principes of their application (1857), Boston, Wilson & Son.
- The Child's Book of Nature. Three Parts in One part : I plants II Animals III Air Water, Heat, Light (1867), New-York, Harper & Brothers.
- Science for the Scholl and Family. Part III. Mineralogy and Geology (1871), New York, Harper & Brothers.
- Natural History. For the Use of Schools and Families (1884), New York, Harper & Brothers.